# Pavel Richter (Eishockeyspieler)
Pavel Richter (* 5. Dezember 1954 in Prag, Tschechoslowakei) ist ein ehemaliger tschechischer Eishockeyspieler.  

## Karriere
Pavel Richter begann seine Karriere als Eishockeyspieler in seiner Heimatstadt in der Nachwuchsabteilung von Sparta ČKD Prag, für dessen Seniorenmannschaft er von 1975 bis 1985 in der 1. Liga, der höchsten tschechoslowakischen Spielklasse, aktiv war. In der Saison 1977/78 gehörte er zu einer tschechoslowakischen Auswahlmannschaft, die während einer Nordamerikatour als Gastmannschaft acht Spiele gegen Mannschaften der World Hockey Association bestritt. Zur Saison 1985/86 wechselte der Angreifer zum EHC Kloten aus der Schweizer Nationalliga A. Anschließend unterschrieb er einen Vertrag beim NLA-Teilnehmer HC Ambrì-Piotta, für den er jedoch kein Meisterschaftsspiel bestritt. Stattdessen wurde er zur Saison 1986/87 vom ESV Kaufbeuren aus der Eishockey-Bundesliga verpflichtet. Bei den Bayern konnte er mit 66 Scorerpunkten, davon 28 Tore, in 35 Spielen überzeugen und wurde Topscorer der Bundesliga. Zudem wurde er in das All-Star Team der höchsten deutschen Spielklasse gewählt. Danach lief der Tscheche von 1988 bis 1990 für den EHC 80 Nürnberg aus der 2. Eishockey-Bundesliga auf. Zuletzt spielte er von 1990 bis 1992 beim 1. EV Weiden, bei dem er in der Saison 1990/1991 in der Regionalliga Süd 180 Punkte aus 38 Spielen erreichte. Zuletzt kam er auf 89 Punkte in 23 Spielen in der Oberliga Süd, ehe er seine Karriere im Alter von 38 Jahren aufgrund einer im Spiel erlittenen Gesichtsverletzung beenden musste. 

### International
Für die Tschechoslowakei nahm Richter im Juniorenbereich an den U19-Junioren-Europameisterschaften 1973 und 1974 teil. Bei der U19-EM 1973 gewann er mit seiner Mannschaft die Bronzemedaille. 
Im Seniorenbereich stand er im Aufgebot seines Landes bei den Weltmeisterschaften 1978, 1981, 1982, 1983 und 1985. Zudem vertrat er die Tschechoslowakei bei den Olympischen Winterspielen 1984 in Sarajevo sowie 1976 und 1981 beim Canada Cup. Bei der Weltmeisterschaft 1981 gewann er mit seiner Mannschaft die Bronze-, bei den Weltmeisterschaften 1978, 1982 und 1983 sowie den Olympischen Winterspielen 1984 die Silber- und bei der Weltmeisterschaft 1985 die Goldmedaille. 

## Erfolge und Auszeichnungen
- 1987 Topscorer der Eishockey-Bundesliga
- 1987 All-Star Team der Eishockey-Bundesliga

### International
- 1973 Bronzemedaille bei der U19-Junioren-Europameisterschaft
- 1978 Silbermedaille bei der Weltmeisterschaft
- 1981 Bronzemedaille bei der Weltmeisterschaft
- 1982 Silbermedaille bei der Weltmeisterschaft
- 1983 Silbermedaille bei der Weltmeisterschaft
- 1984 Silbermedaille bei den Olympischen Winterspielen
- 1985 Goldmedaille bei der Weltmeisterschaft